# Dmitrij Smirnow (ur. 1969)
Dmitrij Aleksandrowicz Smirnow, ros. Дмитрий Александрович Смирнов (ur. 14 sierpnia 1969 w Moskwie, Rosyjska FSRR) – rosyjski piłkarz, grający na pozycji pomocnika, a wcześniej napastnika.

## Kariera piłkarska

### Kariera klubowa
Wychowanek klubu Dinamo Moskwa. W 1987 rozpoczął karierę piłkarską w drużynie rezerw Dinama Moskwa. W czerwcu 1988 próbował swoich sił w klubie Lokomotiw Moskwa, ale nie przeszedł testów i powrócił do Dinama. W maju 1991 przeszedł do Pardaugavy Ryga. Na początku 1992 został zaproszony przez trenera Anatolija Zajajewa do Tawrii Symferopol. 7 marca 1992 roku debiutował w Wyszczej Lidze w meczu z Torpedem Zaporoże (2:0). Nieczęsto wychodził na boisko, dlatego po zakończeniu sezonu latem 1992 powrócił do Rosji, gdzie został piłkarzem Szynnika Jarosław. Potem występował w klubach Wympieł Rybińsk i Tiechinwiest-M Moskowskij, który później zmienił nazwę na MCzS Sielatino. W 1999 bronił barw drugiej drużyny Saturna Ramienskoje. W 2000 zakończył karierę piłkarską w klubie Witiaź Podolsk.

## Sukcesy i odznaczenia

### Sukcesy klubowe
- mistrz Ukrainy: 1992

### Odznaczenia
- tytuł Mistrza Sportu Ukrainy.